# Zelenica
Zelenica, (in montenegrino Zelenika o Зеленика), è un centro abitato del Montenegro, compreso nel comune di Castelnuovo.

## Demografia
Secondo il censimento del 2011, la sua popolazione è di 1431 abitanti.
| Etnia        | Numero | Percentuale |
| ------------ | ------ | ----------- |
| Serbi        | 771    | 53.9%       |
| Montenegrini | 495    | 34.6%       |
| Croati       | 27     | 1.9%        |
| Altri        | 138    | 9.6%        |
| Totale       | 1431   | 100%        |